# Lockport (Town, New York)
Die Town of Lockport ist eine US-amerikanische Town im Niagara County des Bundesstaats New York. Das U.S. Census Bureau hat bei der Volkszählung 2020 eine Einwohnerzahl von 20.563 ermittelt.
Sie ist Teil der Buffalo-Niagara Falls Metropolitan Statistical Area und nach einer Reihe von Eriekanal-Schleusen (im englischen Lock) benannt. Die Town Lockport ist nicht mit der gleichnamigen Stadt Lockport zu verwechseln, welche von der Town umschlossen wird.

## Geschichte
Die Legislative des Staates New York genehmigte den Bau des Eriekanals im April 1816. Die von den Vermessungsingenieuren vorgeschlagene Route sollte ein Gebiet im zentralen Niagara County durchqueren, das damals als „unzivilisiert“ galt und frei von weißen Siedlern war. Die nächstgelegenen Siedler befanden sich zu dieser Zeit im nahegelegenen Cold Springs. Als bekannt wurde, wo der geplante Kanal gebaut werden sollte, begannen Landspekulanten, große Grundstücke entlang und in der Nähe der geplanten Kanaltrasse zu kaufen. Im Dezember 1820, als die genaue Lage der Stufenschleusen festgelegt war, gehörte das Gebiet, das zu Lockport werden sollte, nur fünfzehn Männern, von denen viele Quäker waren.
Der Kanal erreichte Lockport im Jahr 1824, aber die Fünf-Schleusen-Anlage wurde erst 1825 fertiggestellt. Um 1829 war Lockport ein etabliertes Dorf. Die Gemeinde konzentrierte sich auf die Schleusen und bestand hauptsächlich aus eingewanderten schottischen und irischen Kanalarbeitern, die als Arbeitskräfte angeworben wurden. 1865 wurde die Stadt (City) Lockport aus Teilen der Town of Lockport gegründet.

## Demografie
Nach der Volkszählung von 2010 leben in Lockport 20.529 Menschen in 8.293 Haushalten und 5.482 Familien. Auf die Fläche der Stadt verteilt befinden sich 8.680 Wohneinheiten. Die Bevölkerung teilt sich auf in 91,1 % Weiße, 4,8 % Afroamerikaner, 0,4 % amerikanische Ureinwohner, 1,0 % Asiaten, 0,6 % sonstige und 2,1 % mit zwei oder mehr Ethnizitäten. Hispanics oder Latinos aller Ethnien machten 2,6 % der Bevölkerung von Lockport aus.
| Jahr      | 1940  | 1950  | 1960  | 1970  | 1980   | 1990   | 2000   | 2010   | 2020   |
| --------- | ----- | ----- | ----- | ----- | ------ | ------ | ------ | ------ | ------ |
| Einwohner | 3.160 | 3.945 | 6.492 | 8.177 | 12.942 | 16.596 | 19.655 | 20.529 | 20.563 |